# ジェイ・ジョンソン・モロウ

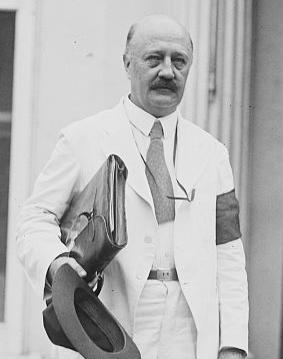
ジェイ・ジョンソン・モロウ

ジェイ・ジョンソン・モロウ（Jay Johnson Morrow、1870年2月20日 - 1937年4月16日）、アメリカ合衆国の軍人、技術者である。
1891年にウェストポイントにある陸軍士官学校を卒業し、陸軍工兵隊に配属される。1901年から1902年にフィリピンのサンボアンガ州（後にサンボアンガ・デル・ノルテ州、サンボアンガ・デル・スル州、サンボアンガ・シブガイ州に分割されている）の軍政総督を務め、1907年から1909年にかけてコロンビア特別区の技術委員を務めた。1916年から1917年までパナマ運河の保守管理担当者であったが、第一次世界大戦勃発によりフランスに派遣され、アメリカ陸軍第1軍のチーフ・エンジニアとなった。1919年6月にパナマ運河の保守管理の職に戻り、前任のチェスター・ハーディング大佐が辞任すると、ウォレン・ハーディング大統領の命により、1921年3月から1924年にかけてパナマ運河地帯の総督を務めた。1937年に死去すると、彼の遺灰はパナマ運河へと注ぎ込むチャグレス川にまかれた。